# Allsvenskan i bandy för damer 2005/2006
Allsvenskan i bandy för damer 2005/2006 spelades 12 november 2005–23 februari 2006, och vanns av AIK. Säsongen avslutades med att AIK blev svenska mästarinnor efter seger med 4-2 mot Västerstrands AIK i finalmatchen på Studenternas IP i Uppsala den 18 mars 2006.

## Upplägg
Lag 1-2 gick vidare till semifinaler, lag 3-6 till kvartsfinaler, i slutspelet om svenska mästerskapet. Lag 7-8 gick till kvalspel.

## Förlopp
- Den tidigare Elitserien slopades till förmån för en rak serie.
- Edsbyns IF lämnade walk over i matchen mot Villa Lidköping BK den 23 februari 2006, och därmed tillskrevs Villa Lidköping BK segern med 5-0.
- Skytteligan vanns av Johanna Pettersson, Sandvikens AIK med 58 fullträffar.[2].

## Seriespelet
| Nr | Lag                | S  | V  | O | F  | +/-      | P  |
| -- | ------------------ | -- | -- | - | -- | -------- | -- |
| 1  | AIK                | 14 | 13 | 0 | 1  | 107 - 23 | 26 |
| 2  | Västerstrands AIK  | 14 | 11 | 1 | 2  | 84 - 20  | 23 |
| 3  | Sandvikens AIK     | 14 | 9  | 1 | 4  | 79 - 33  | 19 |
| 4  | Edsbyns IF         | 14 | 7  | 0 | 7  | 40 - 57  | 14 |
| 5  | IFK Nässjö         | 14 | 6  | 1 | 7  | 37 - 32  | 13 |
| 6  | Villa Lidköping BK | 14 | 4  | 1 | 9  | 35 - 90  | 9  |
| 7  | Tranås BoIS        | 14 | 2  | 0 | 12 | 35 - 91  | 4  |
| 8  | Strömsbro/Skutskär | 14 | 2  | 0 | 12 | 22 - 93  | 4  |

## Seriematcherna
| - 12 november 2005 Edsbyns IF-Villa Lidköping BK 3-2 - 12 november 2005 IFK Nässjö-Strömsbro/Skutskär 5-0 - 19 november 2005 Sandvikens AIK-IFK Nässjö 3-1 - 19 november 2005 Västerstrands AIK-AIK 2-1 - 19 november 2005 Villa Lidköping-Tranås BoIS 7-4 - 19 november 2005 Strömsbro/Skutskär-Edsbyn 2-5 - 26 november 2005 Tranås-Edsbyn 0-9 - 26 november 2005 Nässjö-Västerstrand 2-2 - 26 november 2005 Sandviken-Strömsbro/Skutskär 10-0 - 26 november 2005 AIK-Villa Lidköping 11-3 - 27 november 2005 Tranås-Västerstrand 1-6 - 10 december 2005 Västerstrand-Sandviken 5-1 - 10 december 2005 Edsbyn-AIK 0-10 - 10 december 2005 Villa Lidköping-Nässjö 0-1 - 10 december 2005 Strömsbro/Skutskär-Tranås 3-1 - 17 december 2005 AIK-Tranås 9-0 - 17 december 2005 Sandviken-Villa Lidköping 16-1 - 17 december 2005 Västerstrand-Strömsbro/Skutskär 10-2 - 17 december 2005 Nässjö-Edsbyn 2-1 - 18 december 2005 AIK-Sandviken 6-3 - 26 december 2005 Tranås-Nässjö 1-4 - 26 december 2005 Strömsbro/Skutskär-AIK 1-10 - 26 december 2005 Villa Lidköping-Västerstrand 0-8 - 28 december 2005 Edsbyn-Sandviken 2-4 - 6 januari 2006 Sandviken-Tranås 13-1 - 6 januari 2006 Villa Lidköping-Strömsbro/Skutskär 6-3 - 6 januari 2006 Nässjö-AIK 3-7 - 6 januari 2006 Västerstrand-Edsbyn 5-0 | - 8 januari 2006 Tranås-Sandviken 3-10 - 8 januari 2006 Strömsbro/Skutskär-Villa Lidköping 5-0 - 8 januari 2006 Edsbyn-Västerstrand 2-7 - 8 januari 2006 AIK-Nässjö 5-3 - 11 januari 2006 AIK-Strömsbro/Skutskär 13-0 - 11 januari 2006 Nässjö-Tranås 7-2 - 11 januari 2006 Sandviken-Edsbyn 2-3 - 12 januari 2006 Västerstrand-Villa Lidköping 15-3 - 14 januari 2006 Tranås-AIK 3-6 - 14 januari 2006 Edsbyn-Nässjö 2-1 - 14 januari 2006 Villa Lidköping-Sandviken 3-3 - 21 januari 2006 Sandviken-Västerstrand 3-0 - 21 januari 2006 Tranås-Strömsbro/Skutskär 5-0 - 21 januari 2006 AIK-Edsbyn 12-1 - 21 januari 2006 Nässjö-Villa Lidköping 2-3 - 22 januari 2006 Strömsbro/Skutskär-Västerstrand 1-10 - 28 januari 2006 Strömsbro/Skutskär-Sandviken 4-5 - 28 januari 2006 Västerstrand-Nässjö 2-0 - 28 januari 2006 Villa Lidköping-AIK 0-10 - 28 januari 2006 Edsbyn-Tranås 5-4 - 4 februari 2006 Nässjö-Sandviken 0-4 - 4 februari 2006 Tranås-Villa Lidköping 9-2 - 4 februari 2006 AIK-Västerstrand 3-2 - 4 februari 2006 Edsbyn-Strömsbro/Skutskär 7-1 - 23 februari 2006 Sandviken-AIK 2-4 - 23 februari 2006 Strömsbro/Skutskär-Nässjö 0-6 - 23 februari 2006 Villa Lidköping-Edsbyn 5-0 - 23 februari 2006 Västerstrand-Tranås 10-1 |

## Slutspel om svenska mästerskapet

### Kvartsfinaler (efter UEFA:s cupmodell)
- 26 februari 2006: IFK Nässjö-Edsbyns IF 0-4
- 26 februari 2006: Villa Lidköpings BK-Sandvikens AIK 3-9

- 1 mars 2006: Edsbyns IF-IFK Nässjö 1-3 (Edsbyns IF vidare med sammanlagt 5-3)
- 1 mars 2006: Sandvikens AIK-Villa Lidköping 6-0 (Sandvikens AIK vidare med sammanlagt 15-3)

### Semifinaler
- 4 mars 2006: Sandvikens AIK-Västerstrands AIK 1-3
- 4 mars 2006: Edsbyns IF-AIK 1-9

- 11 mars 2006: AIK-Edsbyns IF 6-1 (AIK vidare med 2-0 i matcher)
- 11 mars 2006: Västerstrands AIK-Sandvikens AIK 8-3 (Västerstrands AIK vidare med 2-0 i matcher)

### Final
- 18 mars 2006: AIK-Västerstrands AIK 4-2 (Studenternas IP, Uppsala)